# Magnus Petersson
Magnus Petersson (* 17. Juni 1975 in Göteborg) ist ein ehemaliger schwedischer Bogenschütze.

## Karriere
Magnus Petersson begann 1985 mit dem Bogenschießen und gab 1992 sein internationales Debüt. Er nahm an insgesamt vier Olympischen Spielen teil. In Atlanta 1996 erreichte er im Einzelwettbewerb den zweiten Platz hinter Justin Huish und gewann die Silbermedaille. Mit der Mannschaft belegte er den sechsten Platz. Bei den Spielen 2000 in Sydney verpasste er eine Medaille knapp. Im Einzel landete er auf dem vierten Platz hinter Wietse van Alten, mit der Mannschaft wurde er abermals Sechster. 2004 in Athen und 2008 in Peking verfehlte er im Einzel mit Rang 23 bzw. 19 die Medaillenränge deutlich. Im Mannschaftswettbewerb trat er lediglich 2004 nochmals an, wo er mit Schweden den neunten Platz belegte.
Bei Weltmeisterschaften 2003 gewann mit der Mannschaft den Vizeweltmeistertitel. 2006 wurde er Europameister im Einzel. In der Halle wurde er 1996 Europameister mit der Mannschaft sowie 1995 und 1999 Einzel-Weltmeister.